# Sueña conmigo
Sueña conmigo es una telenovela argentina-mexicana, creada por Claudio Lacelli y coproducida por Nickelodeon, Illusion Studios y Televisa, destinada al público juvenil. La serie fue protagonizada por Eiza González y Santiago Ramundo, con la participación especial de Brenda Asnicar y las actuaciones antagónicas de Vanesa Leiro y Valentín Villafañe.
El 20 de julio de 2010, se celebró el preestreno de la serie y se anunció que sería estrenada el 23 de julio de 2010 por Nickelodeon. El 29 de noviembre de 2010, se anunció el lanzamiento del primer álbum musical de la serie, Sueña conmigo: La canción de tu vida. En marzo de 2011, fue lanzando el primer extended play (EP), Sueña conmigo 2.
El 25 de marzo de 2011, se estrenó Sueña conmigo en concierto en Buenos Aires, Argentina. La serie se convirtió en la primera producción original de Nickelodeon Latinoamérica en tener su primera gira musical.
El 17 de julio de 2011, se confirmó el lanzamiento de Sueña conmigo en concierto en DVD, con el primer show en vivo en el Teatro Gran Rex en Buenos Aires, Argentina. El 22 de julio de 2011, Nickelodeon transmitió un especial con los momentos de la gira musical.

## Sinopsis
Clara Molina (Eiza González) y Luca Grossi (Santiago Ramundo) son dos adolescentes que tienen grandes sueños en su vida, dispuestos hacer cualquier cosa por conseguirlos. Los dos quieren triunfar en el mundo de la música y ambos lo tienen realmente difícil. De repente, se enteran del comienzo de un telerrealidad musical llamado "Soy tú Super Star!" y el ganador se convertirá en una auténtica estrella de la música. Clara decide participar, pero su padre se lo prohíbe, por lo que decide apuntarse con una identidad falsa. Clara se convierte en "Roxy Pop" y se disfraza para que nadie sea capaz de reconocerla. 
Por otro lado, Marcia (Vanesa Leiro), la novia de Luca, también quiere ser famosa así que no tarda mucho en inscribirse dejando tirado el grupo de música de Luca, en el que ella era la voz principal. Debido a esto, su novio la deja (porque no considera que haya hecho bien al dejarlos tirados). Llega el día de la gala y como era de esperar, Clara convertida en Roxy y Marcia triunfan entre el público y deberán competir por ser las mejores. Luca sigue todos los programas y comienza a enamorarse de Roxy, sin saber que es la misma persona que Clara, una joven que va a su misma clase en el colegio y quien al mismo tiempo le desagrada.

## Producción
La serie fue producida por Nickelodeon Latinoamérica, en asociación con Illusion Studios y Televisa. Tatiana Rodríguez, la Vicepresidenta Senior de Programación y Estrategia Creativa de Nickelodeon Latinoamérica, comentó que "Sueña conmigo es una maravillosa historia de dos mundos que se encuentran: amor adolescente y la lucha por seguir sus sueños a pesar de todo". Rodríguez continuó "Estamos muy contentos de poder unirnos a estas dos grandes compañías en este proyecto y poder mostrar el extraordinario talento que hay en Latinoamérica, tanto delante como detrás de cámaras", concluyó. La serie fue la primera producción de Nickelodeon Latinoamérica en ser grabada en Alta definición.
El 26 de marzo de 2010, después de salir al aire el último capítulo de Isa TK+ se anunció el comienzo de la producción de la serie.
La serie se estrenó el 23 de julio de 2010, con altos índices de audiencia. El 17 de diciembre de 2010, salió al aire el capítulo final de la temporada, debido a las celebraciones de Navidad, durante este periodo, se confirmaron actores que se integrarian a la serie.
La serie se emitió en televisión abierta en paralelo a su transmisión por Nickelodeon, en México por Galavisión de Televisa, en Argentina por Telefe, en República Dominicana por Antena Latina, en Perú por América Televisión, en Italia por Rai y en Latinoamérica a través de Streaming por Netflix (hasta 2018). La serie contó con interacción digital, con su propio espacio en línea exclusivo, Soy tu super star (enlace roto disponible en Internet Archive; véase el historial, la primera versión y la última)., una red social basada en el concepto de crear clubs de fanes. También se lanzó un juego en línea vía Facebook en marzo, "Soy tu super star: The game", donde los usuarios deberán ganar fama y fortuna, hasta convertirse en "Superstars".
El primer álbum musical de la banda sonora de la serie fue lanzada el 29 de noviembre de 2010. El 9 de diciembre de 2010, los actores de la serie ofrecieron un showcase y una firma de autógrafos en México.
El 25 de marzo de 2011, se estrenó Sueña Conmigo en concierto en el Teatro Gran Rex de Buenos Aires, Argentina. y el 23 de abril "Estamos muy entusiasmados con este exitoso proyecto, ya que es la primera vez que una de nuestras series live action tendrá su versión teatral en Argentina. De esta manera, la audiencia que sueña a diario con nuestra telenovela, podrá ahora hacerlo de forma directa presenciando un gran show con esa magia que ya de por sí tiene el teatro", señaló Tatiana Rodríguez, la Vicepresidenta Senior de Programación y Estrategia Creativa de Nickelodeon Latinoamérica. El 21 de mayo de 2011, se estrenó en Mendoza y el 22 de mayo de 2011 en San Juan. El 22 de julio de 2011, se emitió por Nickelodeon Latinoamérica un especial sobre la primera gira musical.
La serie contó con una enorme campaña publicitaria, en donde se lanzó de ediciones espectaculares de imágenes inéditas con fotos de todos los personajes de la serie y salió a la venta un álbum de figuritas por la marca argentina Panini.

## Elenco

### Protagonistas
- Eiza González como Clara Molina/ Roxy Pop
- Santiago Ramundo como Luca Grossi

### Principales
- Valentín Villafañe como Diego "Titan" Fernández
- Brenda Asnicar como Nuria Gómez
- Vanesa Leiro como Marcia Lima
- Federico Barón como Rafael "Rafa" Molina
- Gastón Soffritti como Iván Quinteros
- Brian Vainberg como Mauro
- Santiago Talledo como Gonzalo
- Felipe Villanueva como Martín "Garrafa" Bustamante
- Agustina Quinci como Violeta "Viole" Díaz/ Mimí
- Clara Hails como Emma
- Florencia Padilla como Cecilia "Ceci"
- Sabrina Macchi como Milagros "Mily" Bartos
- Nicolás D'Agostino como Joaquín "Joaco" de las Heras
- Gabriel Gallicchio como Ronaldo "Ronnie" Milongui
- Florencia Benítez como Teresa "Tere" Grossi
- Kalena Bojko como Florencia "Flor" Grossi
- Guido Massri como Daniel "Dani" Díaz

### Secundarios
- Francisco Bass como Juan Carlos "Juanca"
- Paula Castagnetti como Elisa
- Daniela Nirenberg como Ximena Cabrera
- Gabriel Ramos como el mismo
- Micaela Castelotti como ella misma
- Maximiliano Trento como Ismael
- Juliana Ruíz como Luz
- Alejandro De Marino como Leonardo "Leo"
- Ignacio Ocampo como Tomás "Tommy" Forte
- Camila Das Neves como Josefina
- Victoria Racedo como Victoria
- Esteban Rojas como Ciro
- Augusto Buccafusco como Elio
- Andrés Bagg como Andrés
- Tony Lestingi como Octavio Molina

### Participaciones
- Patricio Arellano como Victorio "Vico" Jimenez
- Pablo Novak como Manuel Grossi
- Luz María Jerez como Elena
- Andrea Campbell como Marianne Torres
- Delfina Peña como Samantha

- Camila Salazar como Sabrina

## Episodios
| Temporada | Temporada | Episodios | Episodios          | Emisión original    | Emisión original        | Emisión en España        | Emisión en España   | Emisión en Brasil    | Emisión en Brasil     | Emisión en Italia     | Emisión en Italia   |
| Temporada | Temporada | Episodios | Episodios          | Estreno             | Final                   | Estreno                  | Final               | Estreno              | Final                 | Estreno               | Final               |
| --------- | --------- | --------- | ------------------ | ------------------- | ----------------------- | ------------------------ | ------------------- | -------------------- | --------------------- | --------------------- | ------------------- |
|           | 1         | 150       | 85                 | 20 de julio de 2010 | 17 de diciembre de 2010 | 7 de marzo de 2011       | 1 de julio de 2011  | 14 de marzo de 2011  | 8 de julio de 2011    | 13 de octubre de 2014 | 16 de enero de 2015 |
| 65        | 1         | 150       | 3 de enero de 2011 | 1 de abril de 2011  | 4 de julio de 2011      | 30 de septiembre de 2011 | 11 de julio de 2011 | 7 de octubre de 2011 | 11 de febrero de 2015 | 7 de marzo de 2015    |                     |

Notas:
- En Portugal, la serie fue emitida entre el 7 de marzo y el 30 de septiembre de 2011 (al igual que en España), pero a diferencia de Brasil, en Portugal se emitió la serie en español con subtítulos en portugués.
- En Italia, la serie únicamente contó con 120 episodios, siendo 95 de la primera parte y 25 de la segunda parte.

## Álbumes recopilatorios, remixes y EP
- Sueña conmigo: La canción de tu vida: Lanzado en 29 de noviembre de 2010 en Argentina
- Sueña conmigo 2: Lanzado en 15 de marzo de 2011 en Argentina

### Canciones no realizadas
Una gran cantidad de canciones no fueron incluidas en los dos álbumes de Sueña conmigo por extrañas razones. Aquí un listado:
- Mundo Imperfecto (Vanesa Gabriela Leiro)
- Chicas Buenas (Vanesa Gabriela Leiro)
- Como Decirte Que Te Quiero (Vanesa Gabriela Leiro)
- Razones (Vanesa Gabriela Leiro)
- Si Pudiera (Eiza González)
- Y ahora (Vanesa Gabriela Leiro)
- Amor Mio (Vanesa Gabriela Leiro)
- Yo Te Quiero (Vanesa Gabriela Leiro)
- Es el Click (Vanesa Gabriela Leiro)
- Que Será de Mi Sin Tu Amor (Vanesa Gabriela Leiro)
- Dejar de Soñar (Eiza González)
- Nada Que No Sepas (Eiza González)
- Que Me Amas (Vanesa Gabriela Leiro)
- Tu Color (Vanesa Gabriela Leiro)
- Yo Te Quiero (Eiza González)
- Dejar de Soñar (Vanesa Gabriela Leiro)
- Amor Mio (Santiago Ramundo)

## Puntaje de los participantes
| Participante           | Gala Nieve | Gala Pop        | Gala Vampiros | Gala Fashion | Gala Nueva York | 6            | 7            | 8            | 9            | 10           | 11           | 12            | 13           | 14           | 15                     | F                  | Resultado          | Nominaciones |
| ---------------------- | ---------- | --------------- | ------------- | ------------ | --------------- | ------------ | ------------ | ------------ | ------------ | ------------ | ------------ | ------------- | ------------ | ------------ | ---------------------- | ------------------ | ------------------ | ------------ |
| Roxy Pop               | F          | F               | A             | N            | S               | B            | F            | F            | F            | S            |              | F             |              | F            | C                      | E                  | Campeona           | 4            |
| Marcia                 |            | F               | F             |              | F               |              |              |              | S            | F            | F            |               | F            |              | C                      | E                  | Sub-campeona       | 3            |
| Leo                    |            |                 |               | F            |                 |              |              |              |              |              |              | N             | S            | S            | C                      | 1.er Semifinalista | 1.er Semifinalista | 3            |
| Vicky                  |            |                 |               |              |                 | F            |              |              |              |              | D            | S             |              | E            | 2.ª Semifinalista      | 2.ª Semifinalista  | 2.ª Semifinalista  | 2            |
| Tommy                  |            |                 |               | S            |                 |              |              |              | S            |              |              |               | E            | 7º Eliminado | 7º Eliminado           | 7º Eliminado       | 7º Eliminado       | 3            |
| Andrés                 |            |                 |               |              |                 |              |              | S            |              |              |              | E             | 6° Eliminado | 6° Eliminado | 6° Eliminado           | 6° Eliminado       | 6° Eliminado       | 2            |
| Elio                   |            |                 |               |              |                 |              |              |              |              | E            | 5° Eliminado | 5° Eliminado  | 5° Eliminado | 5° Eliminado | 5° Eliminado           | 5° Eliminado       | 5° Eliminado       | 1            |
| Ciro                   |            |                 |               |              |                 |              |              | E            | 4° Eliminado | 4° Eliminado | 4° Eliminado | 4° Eliminado  | 4° Eliminado | 4° Eliminado | 4° Eliminado           | 4° Eliminado       | 4° Eliminado       | 1            |
| Mily Bartos            |            |                 |               |              | E               | 3° Eliminada | 3° Eliminada | 3° Eliminada | 3° Eliminada | 3° Eliminada | 3° Eliminada | 3° Eliminada  | 3° Eliminada | 3° Eliminada | 3° Eliminada           | 3° Eliminada       | 3° Eliminada       | 1            |
| Ana                    |            | S               |               | E            | 2° Eliminada    | 2° Eliminada | 2° Eliminada | 2° Eliminada | 2° Eliminada | 2° Eliminada | 2° Eliminada | 2° Eliminada  | 2° Eliminada | 2° Eliminada | 2° Eliminada           | 2° Eliminada       | 2° Eliminada       | 2            |
| Josefina               |            | E               | 1° Eliminada  | 1° Eliminada | 1° Eliminada    | 1° Eliminada | 1° Eliminada | 1° Eliminada | 1° Eliminada | 1° Eliminada | 1° Eliminada | 1° Eliminada  | 1° Eliminada | 1° Eliminada | 1° Eliminada           | 1° Eliminada       | 1° Eliminada       | 1            |
| Nominados de la semana | No hubo    | Josefina Ana    | No hubo       | Tommy Ana    | Roxy Mily       | No hubo      | No hubo      | Ciro Andrés  | Marcia Tommy | Roxy Elio    | No hubo      | Vicky Andrés  | Leo Tommy    | Leo Vicky    | Leo Roxy Marcia        | Roxy Marcia        | -                  |              |
| Salvado por el público | -          | Ana 58.81%      | -             | Tommy 50.45% | Roxy 82%        | -            | -            | Andrés 57%   | -            | Roxy 89.95%  | -            | Vicky 54.85%  | Leo 59.67%   | Leo 60.57%   | Marcia - % Roxy 82.78% | Roxy 76%           | -                  |              |
| Eliminado              | -          | Josefina 41.19% | -             | Ana 49.55%   | Mily 18%        | -            | -            | Ciro 43%     | -            | Elio 10.05%  | -            | Andrés 45.15% | Tommy 40.33% | Vicky 39.43% | Leo 17.22%             | Marcia 24%         | -                  |              |

     Favorito de la gala.

     Sentenciado/a, aún no se realiza el duelo, por lo tanto no se sabe cuál es la pareja eliminada.

     Sentenciado/a y salvado/a por el jurado.

     Sentenciado/a, enviado/a al voto telefónico y salvado/a.

     Sentenciado/a, enviado/a al voto telefónico y eliminado/a.

     Abandona el certamen.

     Yendo a la votación telefónica, convirtiéndose en la pareja campeona del certamen.

     Yendo a la votación telefónica, convirtiéndose en la pareja subcampeona del certamen.

Nota A: Roxy se quebró los tobillos por lo cual no hubo nominados ni eliminados.

Nota B: Roxy no se pudo presentar a la gala por lo cual está eliminada pero como dio una presentación telefónica excelente, el jurado y el público están de acuerdo en que siga en "Soy tu Super Star".

Nota C: Todos los participantes van al voto telefónico para decidir a los finalistas.

Nota D: Vicky no pudo presentarse a la gala pero el jurado y el programa le dieron otra oportunidad.

Nota E: Las dos últimas participantes del reality son enviadas al teléfono para definir a la gran ganadora.

Nota N: La presentación de Leo y Roxy no le gusto al jurado.

Nota S: Participantes que se suponían estar nominados pero por un inconveniente se les cancelan las nominaciones.

## Recepción

### Audiencia
En el cierre de 2010, Nickelodeon Latinoamérica anunció su desempeño en ratings del año mencionado, informando que la audiencia subió un 11% en adolescentes, superando a la repetición de Valientes (Canal 13), afirmando que los shows más vistos por la audiencia de 12-17 años de edad fueron: iCarly, Drake & Josh, Victorious, Big Time Rush y Sueña conmigo. Previo a esto, la serie en un inicio fue emitida los días viernes, pero por el positivo recibimiento de la audiencia, la emisión sería de lunes a viernes a partir del 23 de agosto de 2010.
En su estreno por televisión abierta en Argentina, Sueña conmigo obtuvo 10.0 puntos de rating en su estreno, donde el sitio web Television.com.ar afirmó que "Quedó segundo en su franja y mejoró el promedio que hizo en el último tiempo 3, 2, 1 ¡a ganar!"
Además, anunciado su estreno en Brasil, Jimmy Leroy, Vicepresidente de Contenido y Creatividad de Nickelodeon y Vh1 Brasil, comentó: "Creemos en el éxito de Sueña Conmigo en Brasil. La novela mezcla elementos que van a atraer a nuestra audiencia como romance, música y reality show"".

## Premios y nominaciones
| Año  | Premiación                   | Categoría                                 | Nominado                    | Resultado |
| ---- | ---------------------------- | ----------------------------------------- | --------------------------- | --------- |
| 2011 | Kids Choice Awards México    | Personaje Femenino Favorito de Una Serie  | Eiza González               | Nominada  |
| 2011 | Kids Choice Awards México    | Personaje Masculino Favorito de Una Serie | Santiago Ramundo            | Nominado  |
| 2011 | Kids Choice Awards México    | Villano Favorito                          | Brenda Asnicar              | Nominada  |
| 2011 | Kids Choice Awards México    | Programa Favorito                         | Sueña Conmigo               | Nominado  |
| 2011 | Kids Choice Awards Argentina | Mejor Actriz                              | Eiza González               | Nominada  |
| 2011 | Kids Choice Awards Argentina | Mejor Actriz                              | Brenda Asnicar              | Nominada  |
| 2011 | Kids Choice Awards Argentina | Mejor Actor                               | Santiago Ramundo            | Ganador   |
| 2011 | Kids Choice Awards Argentina | Villano Favorito                          | Vanesa Gabriela Leiro       | Nominada  |
| 2011 | Kids Choice Awards Argentina | Revelación en TV                          | Eiza González               | Ganadora  |
| 2011 | Kids Choice Awards Argentina | Programa Favorito de TV Latino            | Sueña Conmigo               | Ganador   |
| 2011 | Meus Prêmios Nick            | Actriz Favorita                           | Eiza González               | Nominada  |
| 2011 | Meus Prêmios Nick            | Cabello Más loco                          | Eiza González, por Roxy Pop | Nominado  |
| 2011 | Meus Prêmios Nick            | Chico del Año                             | Santiago Ramundo            | Nominado  |
| 2011 | Meus Prêmios Nick            | Programa Favorito                         | Sueña Conmigo               | Nominado  |